# Rémy Vuibert
Pour les articles homonymes, voir Vuibert.
Rémy Vuibert, parfois orthographié Wuibert ou Wibert (Rethel, vers 1607? - Moulins, 19 septembre 1652), est un peintre français.

## Biographie

### Jeunesse et formations

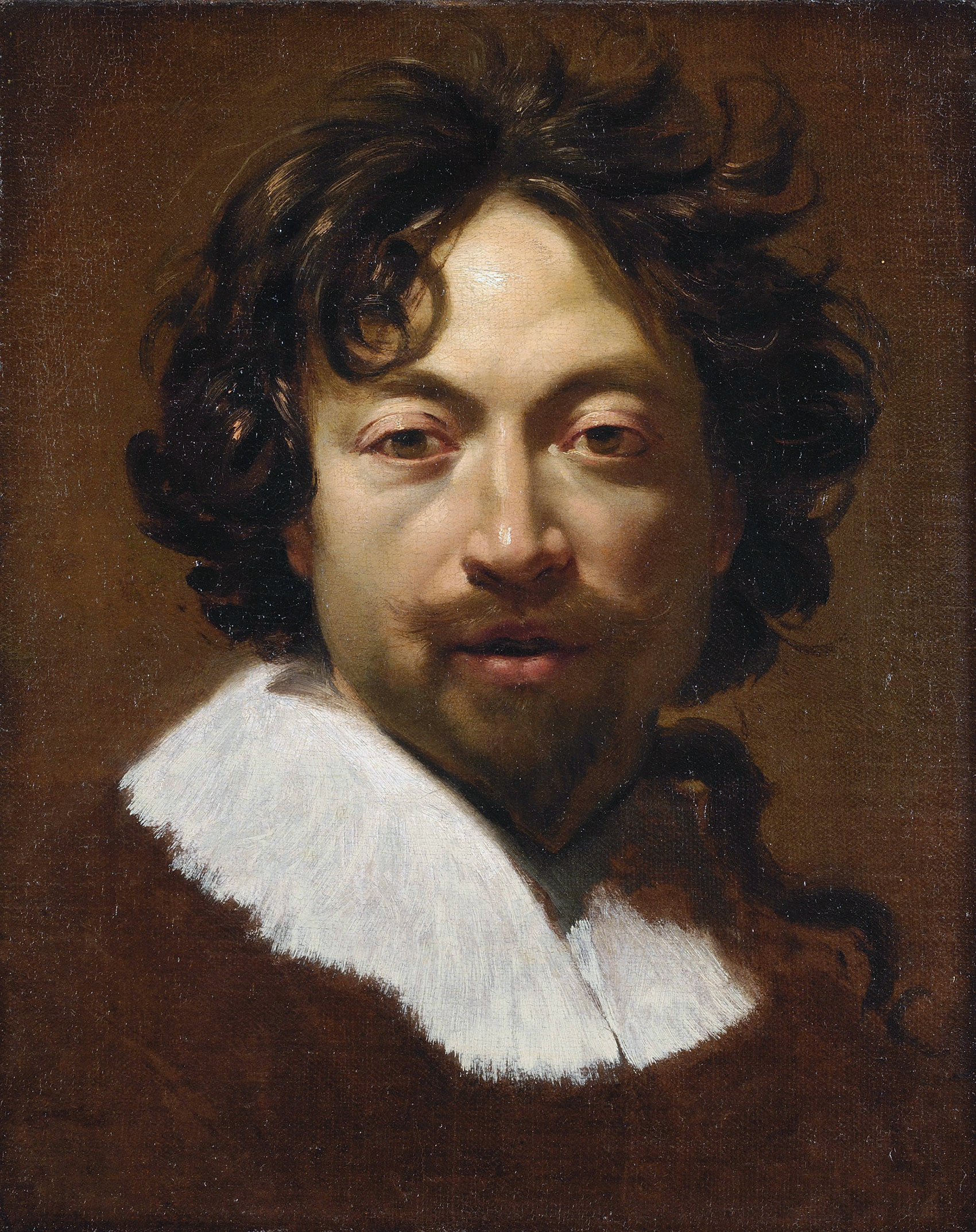
Simon Vouet, Autoportrait, Lyon, musée des Beaux-Arts.

La date de sa naissance reste hypothétique. Si aujourd'hui l'idée d'une naissance en 1600 semble être abandonnée, on peut penser à une naissance vers 1606 à Troyes, selon l'Abecedario de Pierre-Jean Mariette, ou vers 1607, voire à une date encore plus tardive, allant jusqu'à proposer, dans un cas extrême, la date de 1615. Les années 1620 sont pour lui une période de formation, dont on sait peu de choses. Il pourrait avoir fréquenté un atelier troyen ou parisien, comme celui de Georges Lallemant.
Il est l'élève de Simon Vouet à Rome, peut-être entre 1624 et 1627, même si ces dates semblent aujourd'hui peu probables. Plus vraisemblablement, il serait entré dans l'atelier de Simon Vouet en 1632, où il aurait rencontré Dufresnoy et Mignard, et aurait séjourné à Rome à partir de 1635 aux côtés de ce dernier.

### Séjour romain (1635 - 1637)

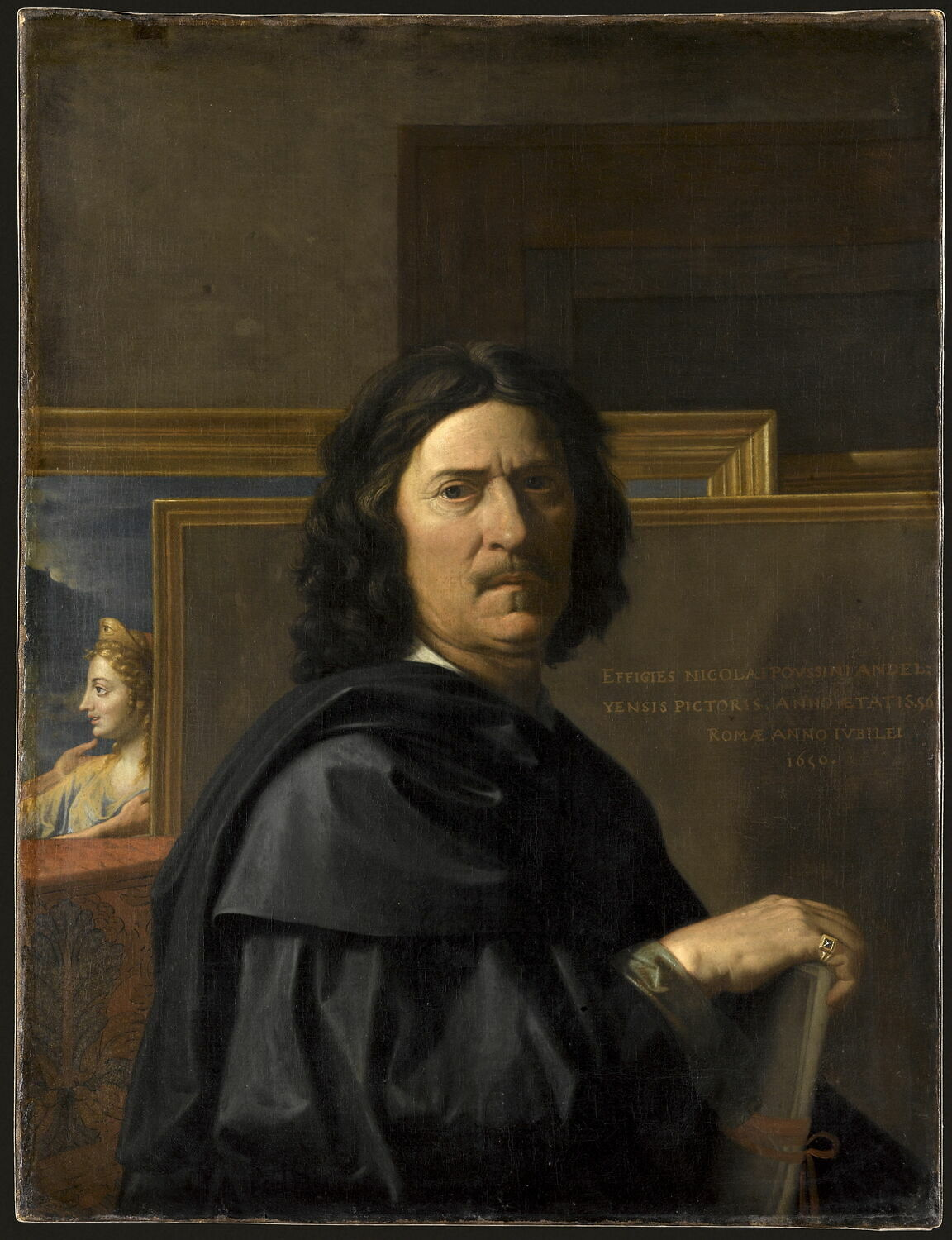
Nicolas Poussin, Autoportrait, 1649, Paris, musée du Louvre.

Il arrive à Rome en 1635, où il fait la connaissance de Nicolas Poussin. Il exécute alors plusieurs gravures d'après des œuvres de Raphaël. Ainsi, il laisse 18 eaux fortes réalisées en 1635, dont quatre compositions issues du plafond de la chambre de la signature au Vatican (Le jugement de Salomon, Adam et Eve, Apollon et Marsyas, et La providence gouvernant le monde) ainsi que 14 figures allégoriques d'après les décors de la salle de Constantin (Prudentia, Innocentia, Moderatio, Evangelium, Fortitudo, Sapientia, Aeternitas, Aeclesia, Charitas, Paupertas, Comitas, Iustitia, Fides, et Pax). Il copie également Le martyre de Saint André du Dominiquin, dans la droite ligne des aspirations de Poussin, et laisse une eau-forte faite en 1640 d'après un dessin réalisé à Rome. On lui attribue également une série sur L'histoire de Diane, qui aurait été réalisée d'après des œuvres du Dominiquin, et représentant Latone et ses enfants, Diane et Actéon, Diane et Endymion, Pan et Diane, et le Sacrifice d'Iphigénie. Il étudie également les œuvres de Guido Reni, dont il grave L'Archange Saint Michel terrassant le démon en 1636, et copie peut-être des compositions de Zampieri. Vers 1636-1637, il peint un Jugement de Salomon, acquis par le marquis de Giustiniani et gravé par la suite par Agricola sous le nom de Poussin.

### Retour en France: La grande galerie du Louvre (1637 - 1643)

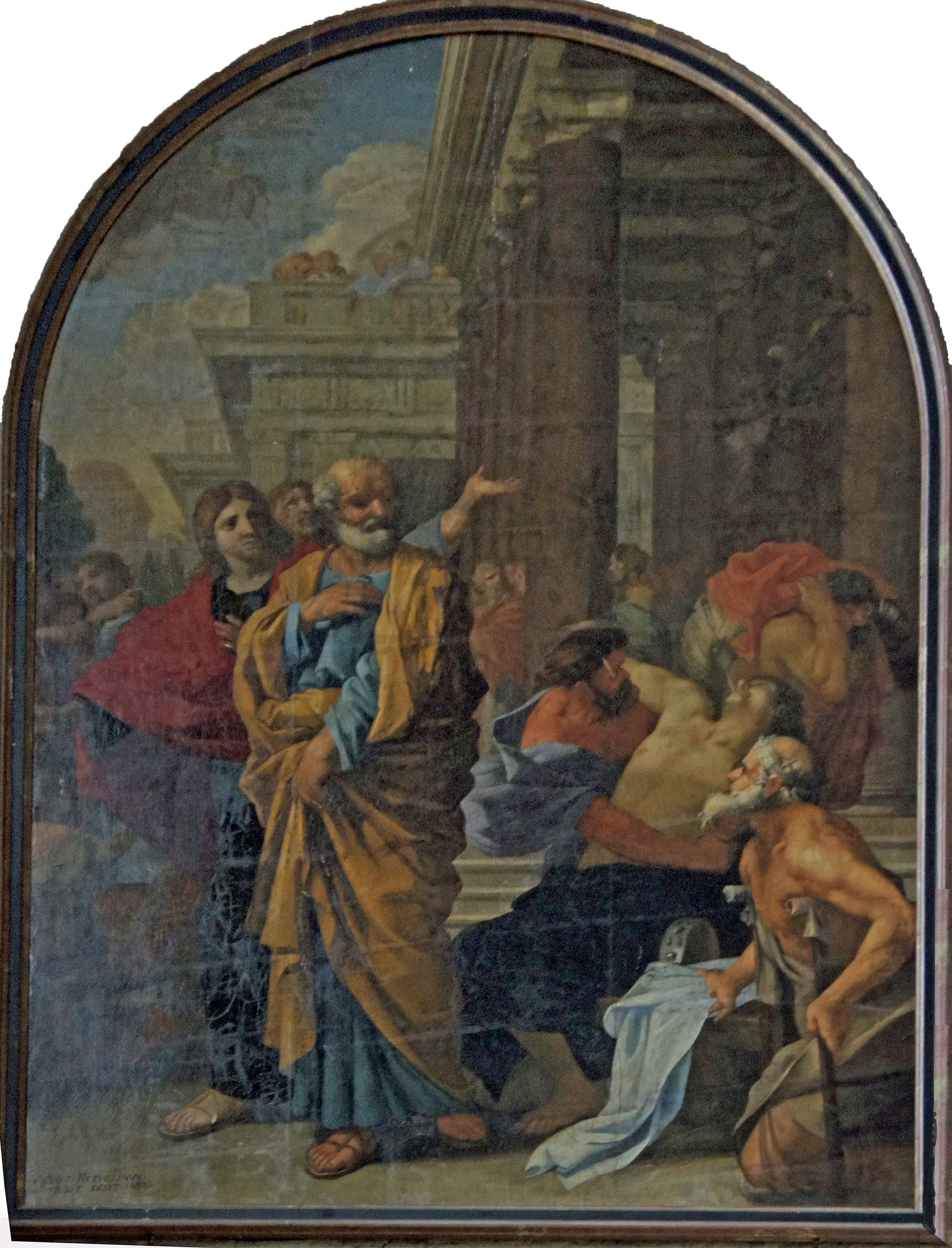
La guérison du boiteux, Rethel, église Saint-Nicolas

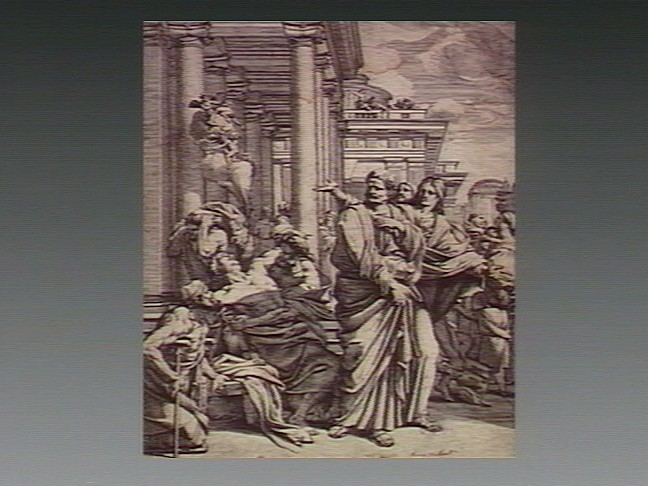
D'après Rémy Vuibert, Les miracles de saint Pierre, gravure

Il quitte l'Italie en 1637, et rentre en France en passant par Rethel, où il offre une huile sur toile, Les miracles de Saint Pierre à Jérusalem (Rethel, église Saint-Nicolas) à l'hôtel-Dieu. Cette œuvre a la particularité de combiner, avec une seule représentation de saint Pierre, plusieurs de ses miracles, par la multiplication des personnages évoquant chacun un miracle du saint. Vuibert est à Paris dès l'automne 1638, et il est attesté dans cette ville le 6 février 1639, étant présent au baptême de sa fille Jeanne en l'église Saint-Nicolas-des-Champs. Durant les premières années de son retour en France, Vuibert s'attache à graver plusieurs de ses compositions, notamment de ses œuvres romaines, afin de se faire connaître et de percer dans un Paris ou règne la concurrence. C'est à cette époque que sont gravés Les miracles de Saint Pierre à Jérusalem, Repos pendant la fuite en Égypte, Présentation de Jésus au temple, Naissance d'Adonis, Moïse trouvé sur le Nil. Il apparaît cependant que ces gravures reproduisent des travaux isolés, ne correspondant pas à des séries décoratives. Sylvain Kerspern propose d'attribuer deux tableaux, aujourd'hui conservés à Lagny-sur-Marne, et qui reprennent les thèmes de ces gravures, au pinceau de Vuibert : La Pentecôte (Lagny-sur-Marne, église Saint-Pierre), même si cette œuvre est signée Mouron, et La Présentation au temple (Lagny-sur-Marne, Musée Gatien-Bonnet).
L'arrivée de Nicolas Poussin à Paris le 17 décembre 1640, marque le début pour Vuibert d'une carrière décorative assez prolifique, même si peu de témoignage nous sont parvenus. C'est aussi pour Vuibert une première marche vers la reconnaissance. En effet, au début des années 1640, Rémy Vuibert n'est pas encore considéré comme le grand suiveur de Poussin, et ses tableaux ne suscitent pas autant d'enthousiasme que ceux des autres grands peintres parisiens. Il ne figure d'ailleurs pas dans la liste des excellents peintres en toutes les parties de la peinture de Sébastien de Saint-Aignan. Les retrouvailles avec Poussin vont changer radicalement l'art de Vuibert, jusque dans le support de travail: Poussin fait abandonner à Vuibert la peinture de retable et de chevalets à l'huile pour la grande fresque décorative, aspect de l'œuvre de Vuibert le plus connu aujourd'hui. Ce tournant s'exprime dans le projet des décors de la Grande galerie du palais du Louvre, que Poussin est chargé d'exécuter. L'artiste reçoit l'aide de plusieurs artistes, dont Vuibert, que Poussin a appelé en 1641 avec Lemaire. L'amitié qu'entretient Vuibert avec Poussin semble avoir été vive, Poussin le nommant dans ses lettres comme son "cher monsieur Rémy". Il n'est pas impossible que Vuibert figure parmi le premier cercle d'amis de Poussin pendant le premier séjour de celui-ci à Rome. Lors du départ de Poussin en 1642, ce dernier lui confie le chantier du Louvre le 21 septembre. C'est pendant cette période que Vuibert est nommé "peintre ordinaire du roi", et reçoit un logement aux Tuileries.

### La période des décors (1643 - 1652)
L'année 1643 marque la fin de cette première période de reconnaissance. La mort de Louis XIII, suivant celle de Richelieu, amène à l'interruption de la campagne de décors de la Grande galerie, qui est stoppée au niveau de la dixième travée. La suite de la vie de Vuibert est moins bien connue, mais il semble poursuivre dans la lancée des décors de fresques (c'est du moins les seuls témoignages éventuels de cette période). La documentation étudiée depuis les années 1950 a permis de reconstituer son parcours d'une manière fragmentaire, même si, selon les mots de Jacques Thuillier, il suffit que réapparaisse un témoin pour que tout un ensemble vienne bientôt se regrouper autour de lui.
On peut ainsi déterminer plusieurs campagnes de travaux à Paris et aux alentours, attribuables avec plus ou moins de certitude à Vuibert. Les premiers grands travaux faisant suite à ceux de la galerie du Louvre ont gardé Vuibert à Paris plusieurs années (peut-être jusqu'en 1645). On peut ainsi noter les décors de la grande salle de la maison de Louis Hesselin vers 1644-1645, aux côtés de Blanchard, ainsi que les décors du dôme d'un escalier de l'hôtel de La Vrillière vers 1645, orné d'une construction périphérique en perspective accentuée.

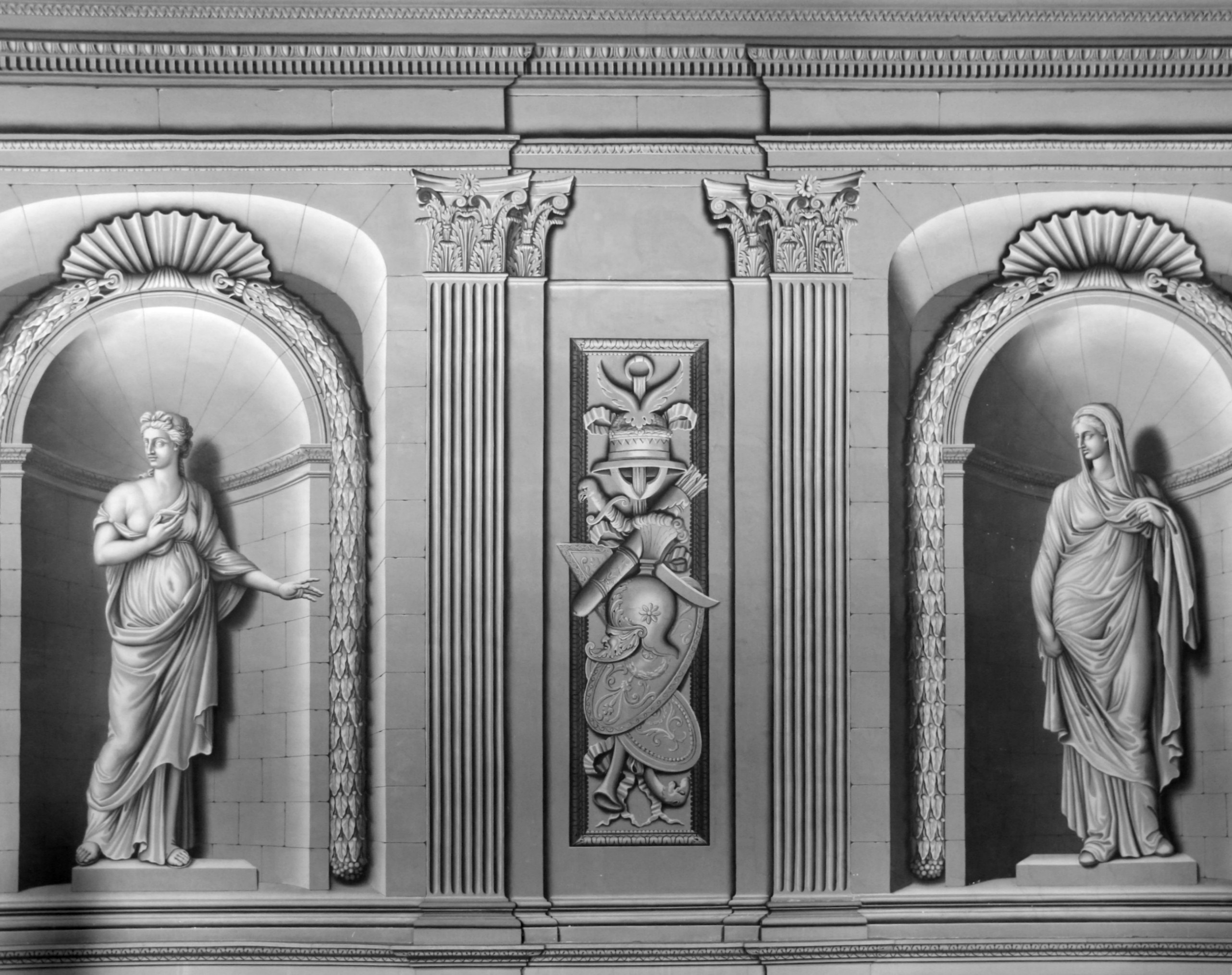
Grisailles, Tanlay, galerie du château

Vuibert s'éloigne de Paris en 1646-1647, époque à laquelle il réalise deux grandes campagnes de décors de fresques au château de Tanlay. Il orne ainsi l'extrémité méridionale de la Grande galerie du premier étage d'un décor en grisaille, qui a subsisté malgré un incendie survenu en 1761. Un dessin à la plume, encre, lavis bruns et rehauts blancs, exécuté vers 1646 et conservé aujourd'hui au Museum of Art de l'Université de Princeton, dont la signature a été découverte en 1979, montre un projet de décor similaire aux ornements existants. Il poursuit les décors grâce à un marché passé le 15 février 1646, payé 6 500 livres, pour les murs et le plafond du grand vestibule bas (aujourd'hui disparus). Enfin, un nouveau marché passé en mars 1647 et payé 4 500 livres, lui permet de décorer cinq autres vestibules du château.
Il est de retour à Paris au printemps 1648, et devient le parrain du fils de Pierre Buirette le 24 novembre de la même année. C'est à cette époque qu'est signé un marché concernant la "voûte d'une chambre de l'appartement d'hiver du cardinal", pour des décors de "peintures et dorures", payés 950 livres. Vuibert y travaille toute la seconde moitié de l'année 1648. La bibliothèque nationale de Turin conserve notamment une étude de plafond, qui pourrait être de la main de Vuibert, exécutée en rapport avec ces décors.

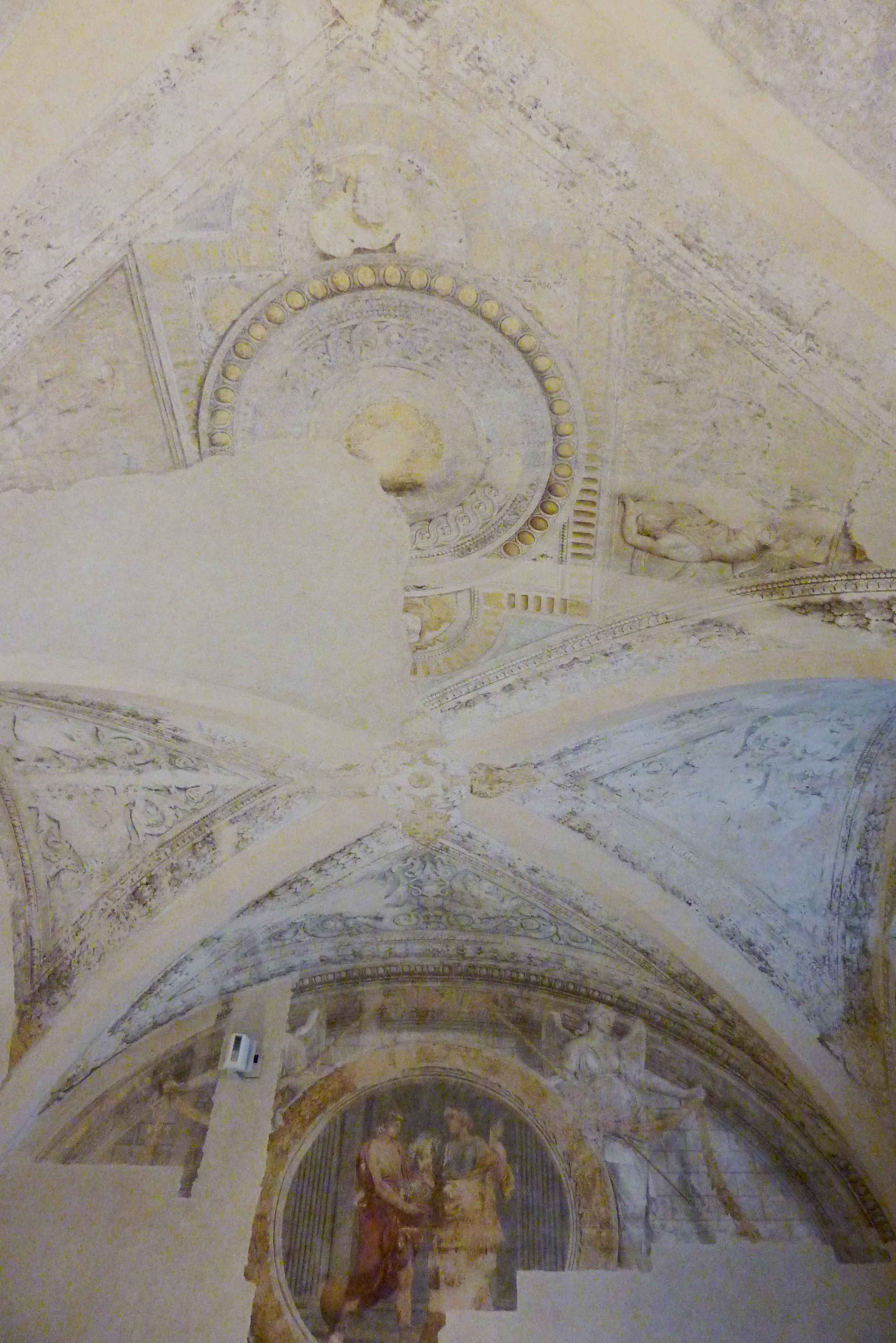
Vestiges de fresques de l'hôtel d'Avaux.

Il semblerait alors que Vuibert soit resté à Paris jusqu'en 1650, et qu'il soit notamment l'auteur, pendant les années 1649-1650, de fresques décoratives de l'hôtel d'Avaux (actuel musée d'art et d'histoire du Judaïsme), que des restaurations menées en 1998 ont permis de révéler, notamment dans l'ancienne salle à manger. Une esquisse au crayon noir et rouge, réalisée vers 1650 pour le dôme du grand escalier de l'hôtel d'Avaux, est conservée au Nationalmuseum de Stockholm.
Une autre intervention de Vuibert, plus hypothétique cette fois, concerne les décors du château de Pont-sur-Seine, réalisés vers 1649, et représentant des scènes tirées de Métamorphoses d'Ovide. Une description faite vers 1774 attribuait ces décors à Lesueur. Cependant, il n'est pas impossible que Vuibert ait travaillé à leur réalisation. En effet, le thème des Métamorphoses ne lui est pas inconnu: largement exploité par son ami Poussin, il est très à la mode dans le Paris des années 1640.
C'est à la toute fin de sa vie que Rémy Vuibert signe son œuvre la plus célèbre, et sans doute la plus aboutie, autant que l'on puisse en juger des travaux précédents. C'est en mars 1650 qu'est passé un marché chargeant Vuibert de réaliser le décor du plafond du chœur des religieuses de la chapelle de la Visitation de Moulins, représentant L'Assomption de la Vierge. Vuibert commence par peindre sur toiles en 1651, à Paris. Il est d'ailleurs présent dans la capitale le 10 novembre, au baptême d'une fille du peintre Jean Nocret (dont il devient le parrain), à Saint-Germain-l'Auxerrois. Il amène ensuite ses toiles à Moulins et les fixe sur un support de bois, peints en grisaille. Ces compositions, qui consacrent Vuibert comme maître des décors en perspective accentuée, ont été restaurées en 2008.
Il meurt prématurément en septembre 1652 à Moulins. Il est enterré le 19 septembre dans l'église Saint-Pierre de Moulins. Son testament, daté du 18 septembre 1652, a récemment été retrouvé.

## Vuibert, le peintre classique
Vuibert apparaît comme un peintre éminemment classique, suiveur du style de Poussin, et peintre caractéristique de l'atticisme parisien. On conserve peu d'œuvres de sa main, si ce n'est les Scènes de la vie de la vierge au plafond du chœur des religieuses du couvent de la Visitation de Moulins, qui est la seule réalisation qu'on peut lui attribuer avec certitude. Son œuvre est également connue par quelques gravures, notamment de la Guérison d'un possédé (1639) et la Présentation au Temple (1640). D'autres tableaux lui sont attribués, comme Lucrèce se donnant la mort (Troyes, musée des Beaux-Arts).